# Foetidia
Foetidia es un género con unas 5-18 especies de plantas de flores perteneciente a la familia Lecythidaceae, es el único género de la subfamilia Foetidioideae (algunas veces tratado en su propia familia  Foetidiaceae). El género es nativo de un área limitada del este de  Madagascar. 

## Especies seleccionadas
- Foetidia africana.
- Foetidia asymetrica.
- Foetidia clusioides.
- Foetidia dracaenoides.
- Foetidia mauritiana.
- Foetidia obliqua.